# Milton Wynants
Milton Ariel Wynants Vázquez (ur. 29 marca 1972 w Paysandú) – urugwajski kolarz torowy i szosowy, wicemistrz olimpijski oraz srebrny medalista torowych mistrzostw świata.

## Kariera
Pierwszy sukces w karierze Milton Wynants osiągnął w 1995 roku, kiedy zdobył srebrny medal w wyścigu punktowym na igrzyskach panamerykańskich w Mar del Plata. W 1996 roku zwyciężył w klasyfikacji generalnej szosowego wyścigu Vuelta Ciclista del Uruguay, a podczas igrzysk olimpijskich w Atlancie był siódmy w wyścigu punktowym. Na igrzyskach panamerykańskich w Winnipeg w 1999 roku był trzeci w wyścigu punktowym, a na igrzyskach olimpijskich w Sydney w 2000 roku wywalczył srebrny medal, ulegając tylko Hiszpanowi Joanowi Llanerasowi. Był to pierwszy olimpijski medal dla Urugwaju od 36 lat. Jedyny złoty medal na międzynarodowej imprezie zdobył w 2003 roku, kiedy na igrzyskach panamerykańskich w Santo Domingo był najlepszy w szosowym wyścigu ze startu wspólnego. Na igrzyskach w Atenach w 2004 roku był dziewiąty w swej koronnej konkurencji oraz dziesiąty w madisonie. W tym samym roku wystąpił również na mistrzostwach świata w Melbourne, gdzie został wicemistrzem świata w wyścigu punktowym - lepszy okazał się jedynie Francuz Franck Perque. W 2006 roku Urugwajczyk wygrał wyścig Vuelta al Chana, a na rozgrywanych dwa lata później igrzyskach olimpijskich w Pekinie rywalizację w wyścigu punktowym zakończył na szesnastej pozycji.